# Palazzo Gabola
Palazzo Gabola si trova a Nocera Inferiore in piazza Amendola, di fronte all'abitazione che fu di Domenico Rea.

## Descrizione
Questo elegante edificio di quattro piani fu realizzato ad inizio novecento in stile liberty. Oggi ospita uffici e la sede nocerina dell'Unicredit. Caratteristiche le colonne che ne adornano il portone d'ingresso.